# Ragazzo solo, ragazza sola
Ragazzo solo, ragazza sola è un brano musicale di David Bowie, eseguito in italiano su testo di Mogol.
Pubblicato a febbraio 1970, esso è la cover di Space Oddity, ma il testo italiano non presenta alcuna attinenza con quello originale.

Nel 1982 è stato incluso nella raccolta non autorizzata Bowie Rare e nel 2015 nel CD Re:Call 1, uscito con il box set Five Years (1969-1973). Si trova inoltre nella colonna sonora del film Io e te diretto da Bernardo Bertolucci.
Nel 2016, in occasione della tappa italiana della mostra retrospettiva David Bowie Is al MAMbo di Bologna è stato distribuito un singolo in edizione limitata di Ragazzo solo, ragazza sola con London Bye Ta-Ta come lato B.

## Tracce
Edizioni musicali Philips Records.
1. Ragazzo solo, ragazza sola – 5:15 (testo: Mogol – musica: David Bowie)
2. Wild Eyed Boy from Freecloud – 4:59 (David Bowie)

## Formazione
- David Bowie - voce, chitarra acustica, stilofono
- Mick Wayne - chitarra elettrica
- Herbie Flowers - basso
- Terry Cox - batteria
- Rick Wakeman - pianoforte, mellotron

## Il brano
Verso la fine del 1969, dopo che Space Oddity era stata pubblicata in Italia senza un grande riscontro di vendite, Bowie e il suo entourage decisero di tentare l'ingresso nel mercato dei 45 giri con una versione con il testo tradotto in italiano. Le parole del brano, intitolato Ragazzo solo, ragazza sola, vennero scritte da Mogol (erroneamente indicato come Ivan Mogul nel booklet allegato alla "40th Anniversary Edition" dell'album Space Oddity) ma in realtà avevano poco a che vedere con quelle originali dato che raccontavano la storia di un ragazzo e una ragazza abbandonati dai rispettivi amori.
La registrazione fu effettuata ai Morgan Studios di Willesden il 20 dicembre, con Claudio Fabi in veste di produttore e consulente per l'accento italiano di David, il 45 giri fu pubblicato dalla Philips Records nel febbraio del 1970.
Ancor prima dell'incisione di Bowie, Ragazzo solo, ragazza sola venne affidata al gruppo dei Computers, sotto contratto con l'etichetta Numero Uno di cui Mogol era uno dei fondatori. Il brano venne inciso con l'arrangiamento di Gian Piero Reverberi e il 45 giri riuscì ad arrivare fino alla posizione n. 23 della hit parade.

### Il lato B
La versione acustica di Wild Eyed Boy from Freecloud, la stessa presente sul lato B di Space Oddity, venne registrata ai Trident Studios di Londra il 20 giugno 1969 con Bowie alla chitarra e Paul Buckmaster al violoncello.